# Barnes, Kansas
Barnes är en ort i Washington County i Kansas. Vid 2010 års folkräkning hade Barnes 159 invånare.